# József Antall

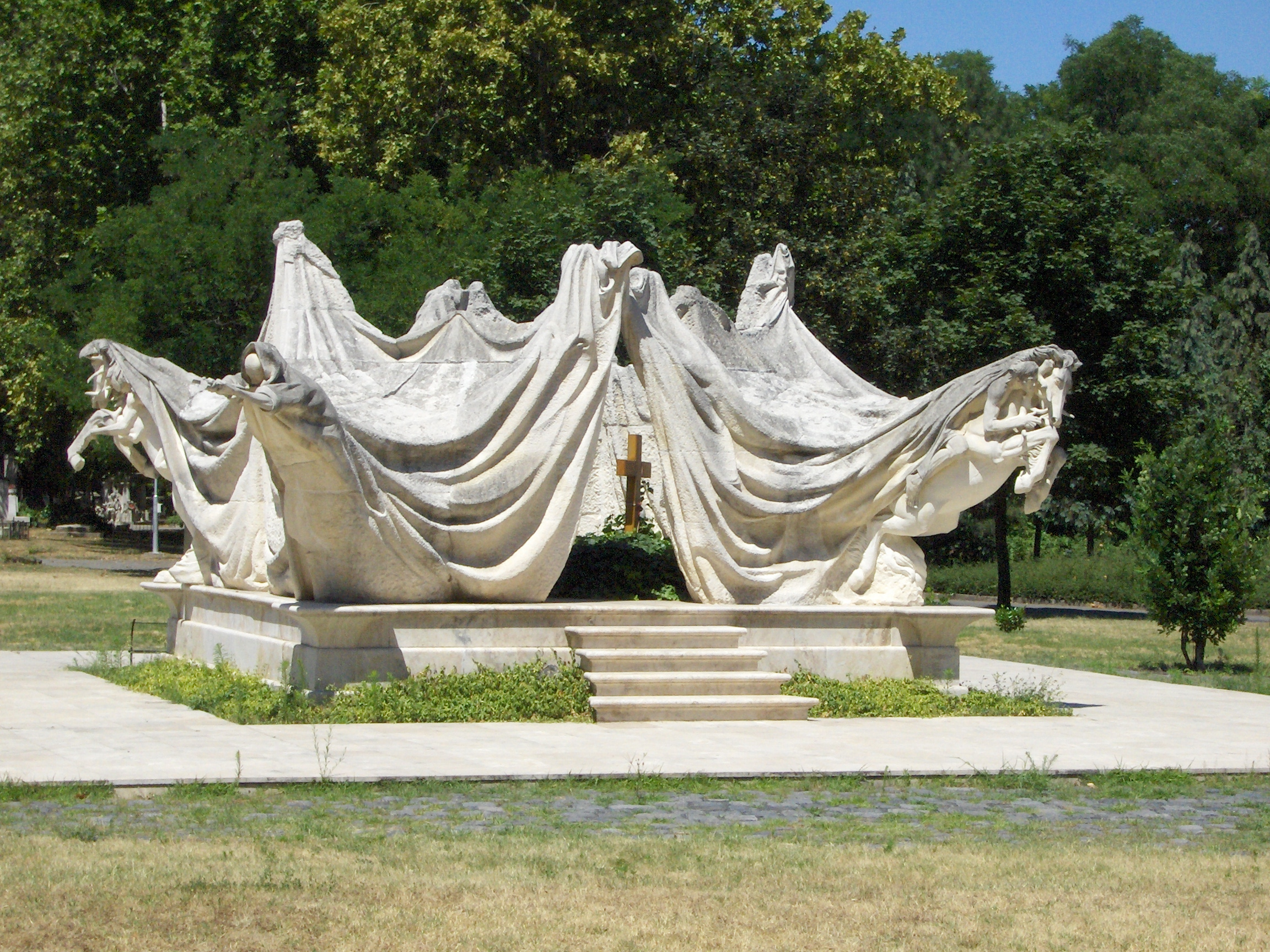
Grób Józsefa Antalla

József Antall (wym. [joːʒɛf ɒntɒl]; ur. 8 kwietnia 1932 w Budapeszcie, zm. 12 grudnia 1993 tamże) – węgierski polityk, działacz opozycyjny, uczestnik Trójkątnego Stołu, pierwszy premier demokratycznych Węgier (1990–1993).

## Życiorys
Syn Irén Szűcs oraz Józsefa Antalla, węgierskiego polityka, Sprawiedliwego wśród Narodów Świata. Ukończył studia z zakresu filologii węgierskiej oraz historii na Uniwersytecie Loránda Eötvösa. Obronił następnie doktorat. Pracował w archiwum państwowym, instytucie pedagogicznym oraz jako nauczyciel.
W trakcie powstania węgierskiego w 1956 przewodniczył jednemu z komitetów rewolucyjnych. Po jego zdławieniu został w 1957 na krótko aresztowany. Objęty zakazem publikacji, a od 1959 również zakazem pracy w zawodzie nauczyciela. Był zatrudniony jako archiwista w bibliotece, później podjął pracę w muzeum medycyny (Semmelweis Orvostörténeti Múzeum). Był tam badaczem i zastępcą dyrektora, a w 1974 objął stanowisko dyrektora tej instytucji.
W 1988 wstąpił do Węgierskiego Forum Demokratycznego. W tym samym roku został przewodniczącym tego ugrupowania, którym kierował do czasu swojej śmierci. Stał się jednym z liderów środowisk demokratycznych w trakcie rozmów Trójkątnego Stołu, które doprowadziły do pierwszych wolnych wyborów w 1990. Forum zajęło pierwsze miejsce w tych wyborach, jego lider uzyskał wówczas mandat posła do Zgromadzenia Narodowego.
Został wówczas kandydatem na premiera. Urząd ten objął 23 maja tegoż roku, stając na czele koalicji tworzonej przez MDF, Niezależną Partię Drobnych Rolników oraz Chrześcijańsko-Demokratyczną Partię Ludową. Zawarł także zapewniające stabilność rządu porozumienie ze Związkiem Wolnych Demokratów. Jego gabinet w tym samym roku zadeklarował zamiar wystąpienia z Układu Warszawskiego. Rozpoczął także reformy w kierunku wprowadzenia gospodarki rynkowej i pozyskania zagranicznych inwestycji.
Jego rząd i zaplecze polityczne stopniowo traciły poparcie. Sam premier przez wiele miesięcy zmagał się z chorobą nowotworową. Zmarł w trakcie pełnienia funkcji premiera.

## Życie prywatne
Był żonaty z Klárą Fülepp, miał dwoje dzieci.

## Odznaczenia
- Krzyż Wielki Orderu Zasługi Republiki Węgierskiej (1993)[7]
- Krzyż Wielki I Klasy Odznaki Honorowej za Zasługi (1993, Austria)[8]
- Krzyż Wielki Orderu Zasługi Rzeczypospolitej Polskiej (1993, Polska)[9]
- Wielki Order Królowej Jeleny (2002, Chorwacja)